# Gundlapalya, Malur
Gundlapalya là một làng thuộc tehsil Malur, huyện Kolar, bang Karnataka, Ấn Độ.